# Rapper’s Delight
«Rapper’s Delight» (с англ. — «Восторг рэпера») — хип-хоп-трек группы The Sugarhill Gang 1979 года, спродюсированный Сильвией Робинсон. Несмотря на то, что «King Tim III (Personality Jock)» группы Fatback Band предшествовал ему, «Rapper’s Delight» известен тем, что познакомил широкую аудиторию с хип-хоп-музыкой, попав в топ-40 в США, а также в тройку лучших в Великобритании и на первое место в Канаде. Песня была прототипом для различных видов рэп-музыки. Трек интерполирует песню «Good Times» диско-фанк-группы Chic, в результате чего Найл Роджерс и Бернард Эдвардс из Chic угрожали подать в суд на Sugar Hill Records за нарушение авторских прав; было достигнуто соглашение, которое дало упоминание двух авторов песни. Трек был записан с одного дубля. Существует пять альтернативных миксов песни.
«Rapper’s Delight» заняла 251-е место в списке «500 величайших песен всех времён» по версии журнала Rolling Stone в 2010 году и 2-е место в списке «100 величайших хип-хоп-песен» по версии телеканала VH1. Она также включена в список «100 самых важных американских музыкальных произведений XX века» по версии National Public Radio. Сингл был сохранён в «Национальном реестре аудиозаписей» Библиотекой Конгресса в 2011 году как «культурно, исторически или эстетически значимый».
В 2014 году запись была занесена в Зал славы премии «Грэмми».

## Предыстория
В конце 1978 года солистка группы Blondie, Дебби Харри, предложила Найлу Роджерсу из диско-группы Chic присоединиться к ней и её гитаристу Крису Стейну на хип-хоп-мероприятии, которое в то время было общественным местом, занятым подростками со стереосистемами бумбокс, воспроизводящими различные музыкальные произведения, под которые исполняли брейк-данс. Роджерс впервые посетил это событие в старшей школе в Бронксе. 20 и 21 сентября 1979 года Blondie и Chic давали концерты с панк-рок-группой The Clash в концертном зале Palladium в Нью-Йорке. Когда Chic начала играть «Good Times», рэпер Fab Five Freddy и члены Sugarhill Gang («Big Bank Hank» Джексон, «Wonder Mike» Райт и «Master Gee» О’Брайен) выскочили на сцену и начали фристайлить с группой. Несколько недель спустя Роджерс был на танцполе нью-йоркского клуба Leviticus и услышал, как диджей играет песню, которая открывается басовой партией Бернарда Эдвардса из «Good Times» группы Chic. Роджерс подошёл к диджею, который сказал, что играет пластинку, которую только что купил в тот день в Гарлеме. Песня оказалась ранней версией «Rapper’s Delight», которая также включала скретч-версию струнной части песни. Роджерс и Эдвардс немедленно пригрозили судебным иском из-за авторских прав, что привело к урегулированию споров и их признанию соавторами. Роджерс признал, что изначально он был расстроен этой песней, но позже объявил её «одной из его любимых песен всех времён» и его любимым из всех треков, в которых использовались семплы (или, в данном случае, интерполяции) Chic. Он также заявил: «Каким бы новаторским и важным ни было „Good Times“, „Rapper’s Delight“ был таким же, если не более важным».
Значительная часть ранних строф текста песни была заимствована Джексоном у Grandmaster Caz (Кёртиса Брауна), который одолжил ему свою «книгу рифм» — они включали в себя отметку «Casanova Fly», которая была полным сценическим псевдонимом Кэза. По словам Майкла Райта (Wonder Mike), он услышал фразу «хип-хоп» от двоюродного брата, что привело к вводной строке «Hip-hop, hippie to the hippie, to the hip-hip-hop and you don’t stop», в то время как он описал «To the bang-bang boogie, say up jump the boogie to the rhythm of the boogie, the beat» как «в основном разговорную барабанную дробь. Мне понравился ударный звук буквы Б». Строка «Now what you hear is not a test, I’m rappin' to the beat» (с англ. — «Теперь то, что вы слышите, — это не тест, я читаю рэп в такт»), была вдохновлена вступлением к телесериалу «За гранью возможного»: «There is nothing wrong with your television set. Do not attempt to adjust the picture» (с англ. — «С вашим телевизором всё в порядке. Не пытайтесь настроить изображение»).
Перед тем, как начинается «Good Times», вступление к записи представляет собой вставку диско-хита 1979 года «Here Comes That Sound Again» британской студийной группы Love De-Luxe.
По словам Оливера Ванга, автора книги «Классический материал: руководство по хип-хоп-альбомам» 2003 года, владелице студии Сильвии Робинсон было трудно найти желающих записать рэп-песню. Большинство рэперов, выступавших в клубах, не хотели записываться, так как многие практикующие считали, что этот стиль предназначен только для живых выступлений. Говорят, что Робинсон и её сын подслушали Биг Бэнк Хэнка в пиццерии. По словам Мастера Джи, Хэнк прослушивался перед пиццерией, где он работал, а сам Джи прослушивался в машине Робинсон. Для записи большей части инструментала использовалась живая группа, в том числе участники группы Positive Force: Альберт Питтман, Бернард Роланд, Монси Смит и Брайан Хортон.
Чип Ширин заявил в интервью 2010 года, что он был басистом на треке. В возрасте 17 лет он навестил друга в Нью-Джерси. Друг знал Сильвию Робинсон, которой нужны были музыканты для разных записей, в том числе и для «Rapper’s Delight». Работа Ширина над песней заключалась в том, чтобы играть на басу 15 минут подряд без ошибок. Ему заплатили 70 долларов, но позже он выступил на концерте с Sugarhill Gang. Ширин так описал сеанс:
Барабанщик и я обливались потом, потому что это было давно. И это было во времена, когда ещё не было семплеров и драм-машин, когда настоящие люди должны были играть. … Сильвия сказала: «У меня есть дети, которые будут говорить об этом очень быстро; это лучший способ, которым я могу это описать»
Ванг сказал:
Существует идея, что хип-хоп должен пользоваться доверием улиц, но первая большая хип-хоп-песня была фальшивой выдумкой. Не похоже, что вовлечённые парни были «настоящими» хип-хопа-иконами той эпохи, такими как Grandmaster Flash или Lovebug Starski. Так что это довольно впечатляющая выдумка, молния в бутылке.

## Успех в чарте
«Rapper’s Delight» достиг 36 места в американском чарте Billboard Hot 100 в январе 1980 года и четвёртого места в чарте Billboard Hot Soul Singles в декабре 1979 года. Песня имела гораздо больший успех на международном уровне, заняв первое место в канадском чарте Top Singles в январе 1980 года, первое место в голландском Top 40 и третье место в британском чарте синглов UK Singles Chart. В 1980 году эта песня стала лейтмотивом первого альбома группы — Sugarhill Gang.
Это была первая песня из топ-40, которая была доступна только в виде 12-дюймовой расширенной версии в США. Ранние тиражи (очень мало) были выпущены с красной этикеткой с чёрным шрифтом на Sugar Hill Records вместе с 7-дюймовым синглом со скоростью вращения 45 об / мин (что встречается очень редко). Более поздние тиражи имели более распространенную синюю этикетку с оранжевыми конвертами «в стиле рулетки», созданную по образцу лейбла Roulette Records; Моррис Леви из Roulette и известный мафиози Тони Ривьера вложили средства в Sugar Hill. Даже более поздние тиражи были выпущены в более распространенных синих конвертах с логотипом Sugarhill Records. Однако в Европе он был выпущен в классическом 7-дюймовом формате сингла на французском поп-лейбле Vogue с более короткой версией песни. Именно этот 7-дюймовый сингл занял первое место в голландском чарте. В 2004 году песня заняла 251 место в списке «500 величайших песен всех времён» по версии журнала Rolling Stone.
Британская версия песни с переписанным текстом была записана к 25-летию песни в 2004 году ансамблем исполнителей, включая Rodney P, Chester P, Kano, Simone, Yungun, Sway, J2K, Swiss, Baby Blue, Skibadee, Luke Skys и MC D.

## Музыкальные видеоклипы
Группа The Sugar Hill Gang появилась на синдицированном диско-шоу Soap Factory в конце 1979 года, и их выступление позже стало официальным видеоклипом на песню. Выступление группы в программе на базе Palisades Park демонстрирует значительное совпадение раннего хип-хопа и диско конца 1970-х.
Также существуют альтернативные музыкальные клипы. Один из них, похоже, был записан голландской телекомпанией AVRO в бассейне отеля в начале 1980-х годов.
Тема была использована в рекламе автомобиля Honda Accord (2003) — Cog

## Участники записи
- Майкл «Wonder Mike» Райт[англ.] — вокал
- Генри «Big Bank Hank» Джексон[англ.] — вокал
- Гай «Master Gee» О’Брайен[англ.] — вокал
- Кёртис «Grandmaster Caz» Браун[англ.] — автор слов
- Бернард Роланд[23] или Чип Ширин[24][25][26][27] — электрический бас
- Альберт Питтман[23] или Брайан Морган[26] — электрогитара
- Монси Смит — фортепиано
- Брайан Хортон — ударные
- Сильвия Робинсон — дополнительный вокал, вибрафон и продюсирование
- Билли Джонс — инженер звукозаписи
- Фил Остин — мастеринг, оригинальный виниловый релиз в США

## Чарты
| Чарт (1979—1980)                   | Высшая позиция |
| ---------------------------------- | -------------- |
| Австралия (ARIA)                   | 37             |
| Австрия (Ö3 Austria Top 40)        | 5              |
| Бельгия/Фландрия (Ultratop 50)     | 2              |
| Канада Top Singles (RPM)           | 1              |
| Франция (IFOP)                     | 2              |
| Ирландия (IRMA)                    | 14             |
| Италия (Musica e dischi)           | 10             |
| Нидерланды (Dutch Top 40)          | 1              |
| Нидерланды (Single Top 100)        | 2              |
| Новая Зеландия (Recorded Music NZ) | 18             |
| Норвегия (VG-lista)                | 2              |
| Южная Африка (Springbok Radio)     | 3              |
| Испания (AFE)                      | 1              |
| Швеция (Sverigetopplistan)         | 2              |
| Швейцария (Schweizer Hitparade)    | 2              |
| Великобритания (UK Singles Chart)  | 3              |
| США (Billboard Hot 100)            | 36             |
| ФРГ (Offizielle Top 100)           | 3              |

| Чарт (1980)              | Позиция |
| ------------------------ | ------- |
| Канада Top Singles (RPM) | 27      |
| Франция (IFOP)           | 33      |
| Италия (FIMI)            | 51      |

## Сертификаты и продажи
| Регион | Сертификация | Продажи   |
| --- | ------------ | --------- |
| Канада (Music Canada) | Платиновый   | 249,000   |
| Франция | —            | 300,000   |
| Германия | —            | 100,000   |
| Нидерланды (NVPI) | Золотой      | 100 000^  |
| Филиппины | —            | 100,000   |
| Испания (PROMUSICAE) | Золотой      | 25 000^   |
| Великобритания (BPI) | Золотой      | 400 000   |
| США | —            | 1,300,000 |
| Итого |              |           |
| По всему миру | —            | 5,000,000 |
| ^ Данные о тиражах приведены только на основе сертификации. · Данные о продажах + прослушиваниях приведены только на основе сертификации. |              |           |